# 周泽华
周泽华（1920年—？），男，广西南宁人，中国金属切削专家，曾任华南工学院教授、博士生导师。